# Florencia de Amesti
Florencia Laura de Amesti Gazitúa (Santiago, 6 de abril de 1925 - ibídem, 22 de mayo de 2006) fue una grabadista y catedrática chilena que incursionó principalmente en el arte figurativo.

## Vida y obra
Estudió pintura y dibujo en la Universidad de Chile. Fue parte del Taller 99 de Nemesio Antúnez, instancia en la que fue partícipe durante el período fundacional (1956-1958) —junto a Delia del Carril, Roser Bru, Ricardo Yrarrázaval y Dinora Doudtchitzky— y el período de Melchor Concha en la década de 1990.
Destacó a partir de la década de 1960 junto a otras exponentes del grabado como Dinora Doudchitzky, Roser Bru y Dolores Walker. De acuerdo al crítico de arte Waldemar Sommer, en su obra se puede apreciar la «presencia de ingredientes figurativos inesperados, de los que se desprendía una ironía sutil, incisiva».
Exposiciones y distinciones
Participó en varias exposiciones individuales y colectivas durante su carrera, entre ellas la I, II, III y IV Bienal Americana de Grabado de Santiago (1964, 1966, 1968 y 1970 respectivamente), las muestrasExposición de Arte Contemporáneo (1968) y Homenaje al Triunfo del Pueblo (1970) en el Museo de Arte Contemporáneo de Santiago, entre otras exposiciones en Chile, América Latina y Estados Unidos.
El año 2003 recibió una nominación Premio Altazor de las Artes Nacionales en la categoría grabado y dibujo por Collages y Dibujos.